# Ein new Kochbuch
Ein new Kochbuch (Un nouveau livre de cuisine) est un livre de cuisine de la Renaissance, rédigé en 1581 par Marx Rumpolt, cuisinier au service du prince Daniel Brendel von Homburg. Il est considéré comme un des premiers manuels de formation en cuisine.

## Ouvrage
L'ouvrage est rédigé en 1581 par Marx Rumpolt, maître queux du prince-électeur Daniel de Hombourg. Marx Rumpolt, d'origine hongroise, a officié comme maître cuisinier dans plusieurs principautés avant de servir à Mayence, et est au fait d'usages culinaires variés. Son Kochbuch présente 2 000 recettes, 150 gravures sur bois du graveur Jost Amman, et 100 conseils d'œnologie.
Ce manuel est destiné avant tout aux apprentis cuisiniers des maisons princières ; certains menus comprennent jusqu'à 30 plats distincts et les ingrédients qui les composent sont très coûteux car ils incluent des viandes, des épices et du sucre (l'alimentation de l'immense majorité de la population de l'époque était, elle, pauvre en viande, et le miel était le seul moyen de sucrer un plat).